# Etxarri-Aranatz
Etxarri-Aranatz település Spanyolországban, Navarra autonóm közösségben. Etxarri-Aranatz Bakaiku, Ataun, Ergoiena és Arbizu községekkel határos. Lakosainak száma 2545 fő (2024).

## Népesség
A település népessége az elmúlt években az alábbi módon változott:
| Lakosok száma | 2251 | 2428 | 2450 | 2460 | 2487 | 2491 | 2464 | 2483 | 2506 | 2545 |
|               | 2001 | 2004 | 2007 | 2009 | 2012 | 2014 | 2017 | 2019 | 2022 | 2024 |